# Chimotripsina
La chimotripsina è un enzima, appartenente alla classe delle proteasi, che catalizza la rottura del legame peptidico con preferenza per la Tyr, il Trp, la Met, la Phe e la Leu. Fa parte della famiglia delle serin proteasi, avente tutte un sito attivo molto simile. Viene sintetizzata in forma inattiva dal pancreas, in quanto tossica, mentre è presente in forma attiva nell'intestino tenue.
Assieme ad altri enzimi (fra i quali carbossipeptidasi, dipeptidasi, elastasi, trombina, subtilisina, plasmina e tripsina) completa la digestione delle proteine.
È una proteina globulare e possiede, come la tripsina, una tasca idrofobica, ricoperta da residui di amminoacidi apolari. La cavità idrofoba contiene una triade catalitica (Ser 195, His 57 e Asp 102) orientata sempre nello stesso modo.
La chimotripsina idrolizza il legame solo in corrispondenza di amminoacidi idrofobici e scorre lungo la catena fino a trovare questi amminoacidi.

## Meccanismo d'azione

Il meccanismo d'azione della chimotripsina

La chimotripsina, presente in vivo in molti mammiferi compreso l'uomo, agisce nell'apparato digerente e facilita la rottura del legame peptidico tramite una reazione d'idrolisi, che, pur essendo termodinamicamente favorevole, avviene con una velocità molto ridotta senza l'utilizzo di un catalizzatore.
Il residuo Serina-195 agisce come nucleofilo attaccando il carbonile della proteina da idrolizzare e rimanendovi brevemente legato nel corso della reazione. Il legame peptidico della proteina interessata viene quindi rotto dato che risulta essere il miglior gruppo uscente. A questo punto, l'acqua presente nell'ambiente della reazione può concludere l'idrolisi, aiutata dagli altri residui Istidina-57 e Aspartato-102, e espellere la serina, riformando l'enzima che è quindi pronto a ripetere la reazione.
Il meccanismo riportato è stato scoperto studiando la cinetica di Michaelis-Menten della proteasi, che mostra chiaramente i due stadi di reazione: la formazione dell'intermedio nel quale il legame peptidico è stato scisso e la successiva idrolisi da parte dell'acqua che libera nuovamente l'enzima, il quale raggiunge lo stato stazionario.
L'enzima quindi non catalizza l'attacco diretto di una molecola di acqua sul legame peptidico da idrolizzare, ma favorisce invece la formazione di un intermedio tetraedico transitorio acil-enzima. Il meccanismo enzimatico consta essenzialmente di due fasi: una fase di acilazione, in cui si ha la formazione di tale intermedio tetraedico transitorio, e una fase di deacilazione, che rigenera l'enzima libero.

### Fase di acilazione
Il sito attivo dell'enzima è costituito da tre residui amminoacidi: Aspartato 102, Istidina 57 e Serina 195, tra loro legati da legami a idrogeno e rappresentanti una triade catalitica. Nella fase di acilazione il substrato si lega all'enzima mediante un legame estere e si ha una modificazione conformazionale che comprime il legame a idrogeno presente tra l'Istidina e l'Aspartato. Questo determina un aumento del pKa del residuo di Istidina che diviene quindi una base forte in grado di deprotonare il residuo di Serina 195 della triade catalitica (catalisi basica generale). In seguito alla deprotonazione la catena laterale della Serina 195 diviene a sua volta un nucleofilo più forte (fornendo così il sito di attacco nucleofilo per il substrato all'enzima). Il substrato di natura proteica si lega in tal modo con la sua porzione carbossiterminale all'ossigeno nucleofilo della Serina e si ha come risultato la formazione di un intermedio tetraedrico transitorio acil-enzima avente, sull'ossigeno carbonilico, una carica negativa fortemente destabilizzante. L'intermedio tetraedrico transitorio così formatosi (catalisi covalente e catalisi basica generale), è destinato a collassare a causa di tale carica negativa. Si assiste poi alla protonazione da parte dell'Istidina 57 della porzione amminoterminale del substrato (catalisi acida generale) con conseguente distacco di tale porzione dal complesso enzima-substrato.

### Fase di deacilazione
Il substrato rimane legato all'enzima unicamente con la sua porzione carbossiterminale, avendo perso per protonazione da parte dell'Istidina 57 la sua porzione amminoterminale. Una molecola di acqua presente nell'ambiente della reazione può a questo punto concludere la reazione idrolizzando il legame estere dell'acil-enzima. Il distacco del substrato proteico dal residuo di Serina 195 rigenera quindi l'enzima libero che può così continuare la sua attività proteolitica.